# Старостін Михайло Григорович
Миха́йло Григо́рович Ста́ростін, псевдо «Тихий» (14 червня 1990 року, сел. Новорайськ, Бериславський район, Херсонська область  — 29 жовтня 2020 року, с. Водяне, Маріупольський район, Донецька область) — старший сержант, головний сержант взводу 36-ї окремої бригади морської піхоти імені контр-адмірала Михайла Білинського Збройних сил України, учасник російсько-української війни.

## Із життєпису
Народився та виріс в селищі Новорайськ, там же закінчив середню школу. Зі школи мріяв бути військовим.
З 2010 року служив за контрактом в морській піхоті. Службу розпочав в званні матроса, на посаді оператора-навідника БМП-2 36-ї окремої бригади берегової оборони. Разом з бригадою вийшов з окупованого росіянами Криму в 2014 році.
Учасник Антитерористичної операції на сході України та Операції об'єднаних сил на території Луганської та Донецької областей від 2014 року.
Загинув від вогнепального ураження під час масованого обстрілу українських позицій біля села Водяне колишнього Волноваського району, близько опівночі. За наявною інформацією, ворожа диверсійна група підійшла майже впритул до українських позицій та відкрила вогонь. Разом зі Старостіним загинув сержант Володимир Бондарюк, ще один військовик отримав поранення.
Похований 31 жовтня 2020 року в рідному селищі Новорайськ. Залишились мати, дружина, троє сестер.

## Нагороди та вшанування
- Указом Президента України № 601/2020 від 29 грудня 2020 року «Про відзначення державними нагородами України», за особисту мужність і самовіддані дії, виявлені у захисті державного суверенітету та територіальної цілісності України, нагороджений (посмертно) орденом «За мужність» III ступеня[7].
- 20 квітня 2021 року на фасаді Новорайської ЗОШ, в якій навчався Михайло, відкрито меморіальну дошку[2][8].